# Miromesnil (métro de Paris)
Pour les articles homonymes, voir Miromesnil.
Miromesnil est une station des lignes 9 et 13 du métro de Paris, située dans le 8e arrondissement de Paris.

## Situation
La station est implantée à proximité de l'intersection entre la rue de Miromesnil et la rue La Boétie, les quais étant établis :
- sur la ligne 9, sous la rue La Boétie entre la rue de Miromesnil et le croisement avec l'avenue Percier et l'avenue Delcassé ;
- sur la ligne 13, en dessous du point d'arrêt de la ligne 9, selon l'axe des deux avenues précitées.

## Histoire
La station est ouverte le 27 mai 1923 avec la mise en service du tronçon Trocadéro - Saint-Augustin de la ligne 9.
Elle doit sa dénomination à la rue de Miromesnil dont elle assure la desserte, laquelle rend hommage au magistrat Armand Thomas Hue de Miromesnil (1723-1796) , garde des Sceaux de 1774 à 1787. Il fit abolir la question préparatoire, c'est-à-dire les tortures infligées à un accusé pendant la procédure pour lui arracher les aveux de son crime quand sa culpabilité, déjà établie, reste insuffisante pour pouvoir le condamner à mort.
Le 27 avril 1973, la station de la ligne 13 est ouverte à son tour à la suite de son prolongement depuis Saint-Lazare, qui constitue la première des trois phases de l'extension de l'ancienne ligne B de la Société du chemin de fer électrique souterrain Nord-Sud de Paris (dite Nord-Sud) en direction du sud. Miromesnil en constitue alors le terminus sud jusqu'au 18 février 1975, date à laquelle elle est prolongée d'une station à Champs-Élysées - Clemenceau avant d'être fusionnée l'année suivante avec l'ancienne ligne 14 de la Compagnie du chemin de fer métropolitain de Paris (dite CMP), qui avait pour terminus nord la station Invalides.
La station de la ligne 13 est la première d'une série de douze sur cette ligne à être équipée de façades de quai afin de pallier le risque de chutes de voyageurs sur les voies, amplifié aux heures de forte affluence. Les travaux se déroulent jusqu'en avril 2010 pour la préparation des quais, puis jusqu'en juillet de la même année pour l'installation proprement dite.
En 2019, 5 908 201 voyageurs sont entrés à cette station ce qui la place à la 62e position des stations de métro pour sa fréquentation.
En 2020, avec la crise du Covid-19, 2 618 473 voyageurs sont entrés dans cette station ce qui la place à la 74e position des stations de métro pour sa fréquentation.
En 2021, la fréquentation remonte progressivement, avec 3 647 255 voyageurs qui sont entrés dans cette station ce qui la place à la 69e position des stations de métro pour sa fréquentation.

## Services aux voyageurs

### Accès
La station dispose de quatre accès répartis en cinq bouches de métro :
- Accès 1 « avenue Percier » (côté des numéros impairs) : un escalier ayant la particularité rare sur le réseau d'être établi en courbe, débouchant à l'angle de l'avenue Percier et de la rue La Boétie ;
- Accès 2 « avenue Delcassé » (côté des numéros impairs) : un escalier également en courbe, situé à l'angle formé par la l'avenue Delcassé et la rue La Boétie, agrémenté d'un mat avec un « M » jaune inscrit dans un cercle ;
- Accès 3 « rue de Miromesnil » : deux escaliers dos-à-dos sur le trottoir sud à l'ouest du carrefour avec la rue de Miromesnil, le plus proche de cette dernière étant muni d'un totem avec un « M » jaune inscrit dans un cercle ;
- Accès 4 « rue La Boétie » (côté des numéros pairs) : un édicule établi au sein même de l'immeuble du 13, rue de Miromesnil, qui fait l'angle avec la rue La Boétie ; outre cette particularité rare à Paris, il possède deux signaux uniques avec un « M » jaune inscrit dans un carré au lieu d'un cercle comme pour le restant des mats de ce modèle.

Accès à la station
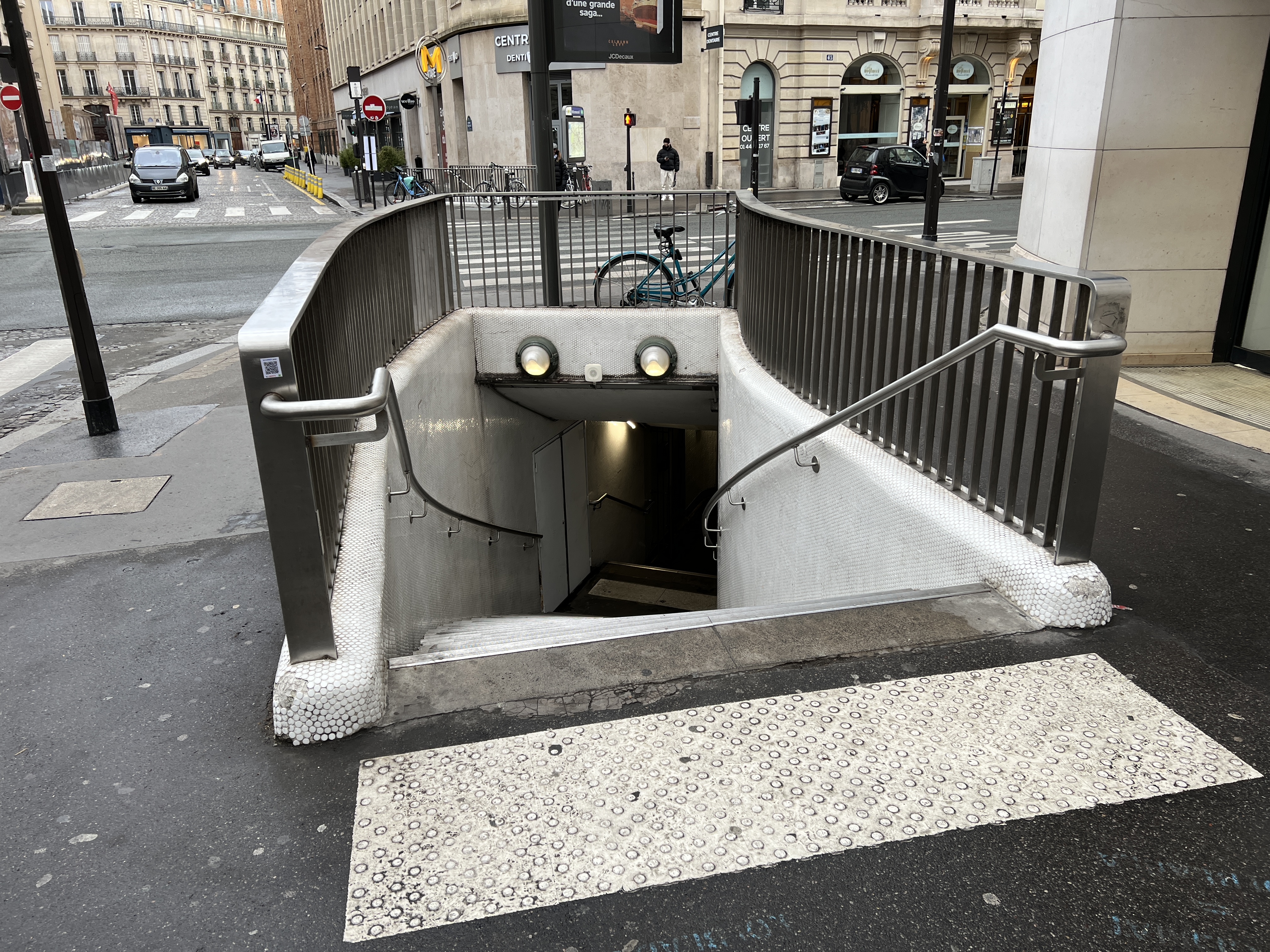
L'accès no 1 « Avenue Percier ».
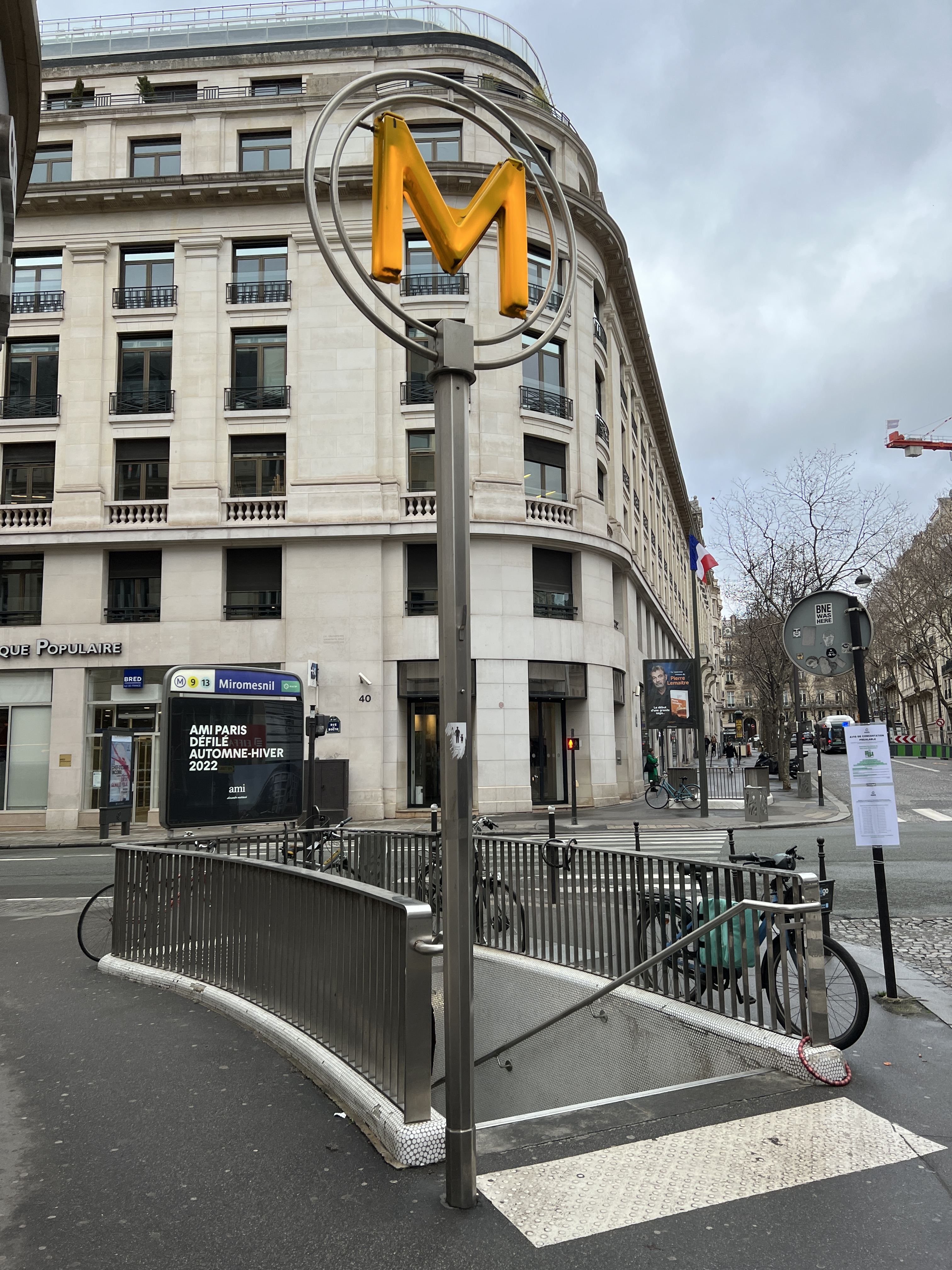
L'accès no 2 « Avenue Delcassé ».
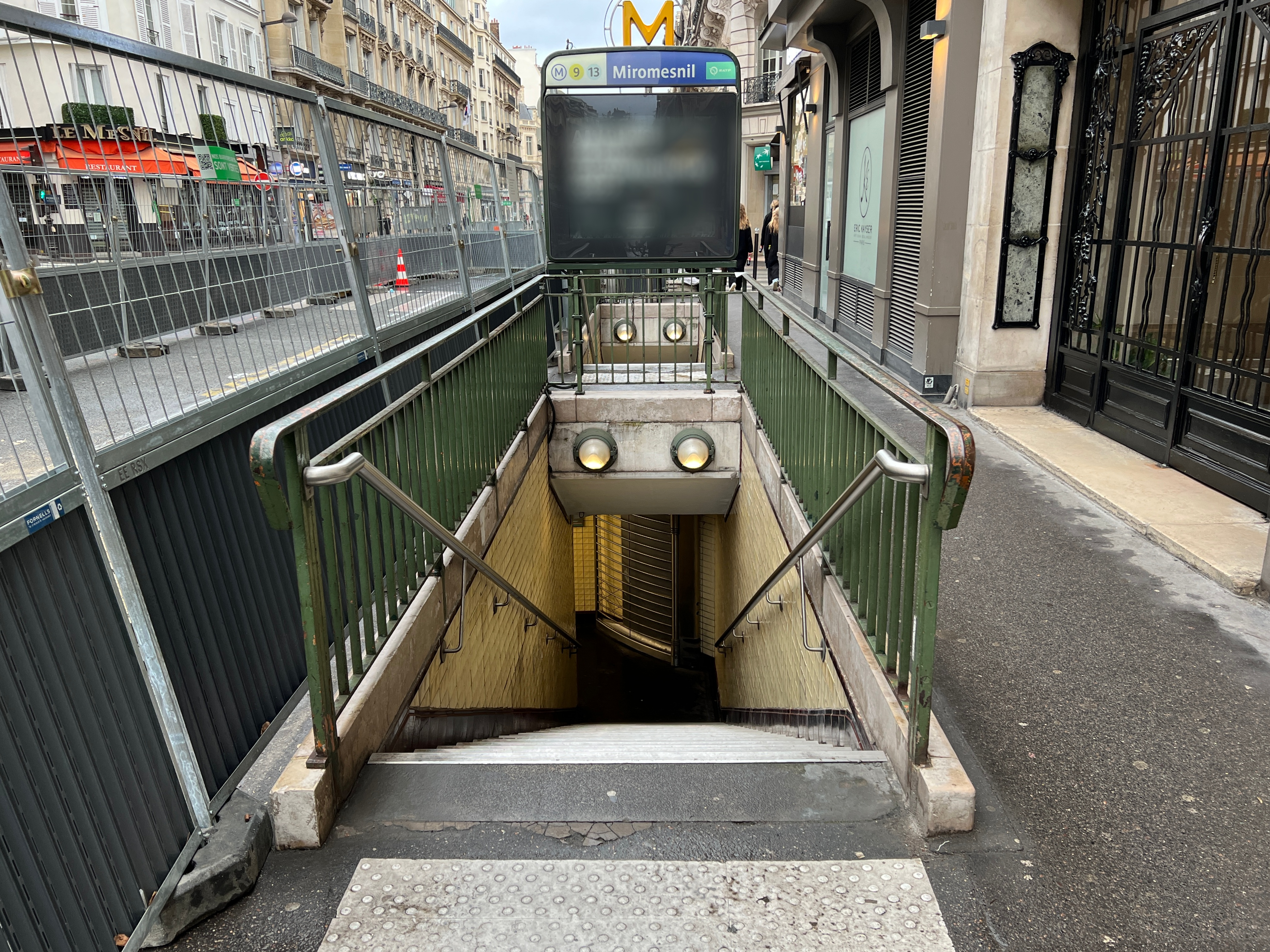
L'accès no 3 « Rue de Miromesnil ».
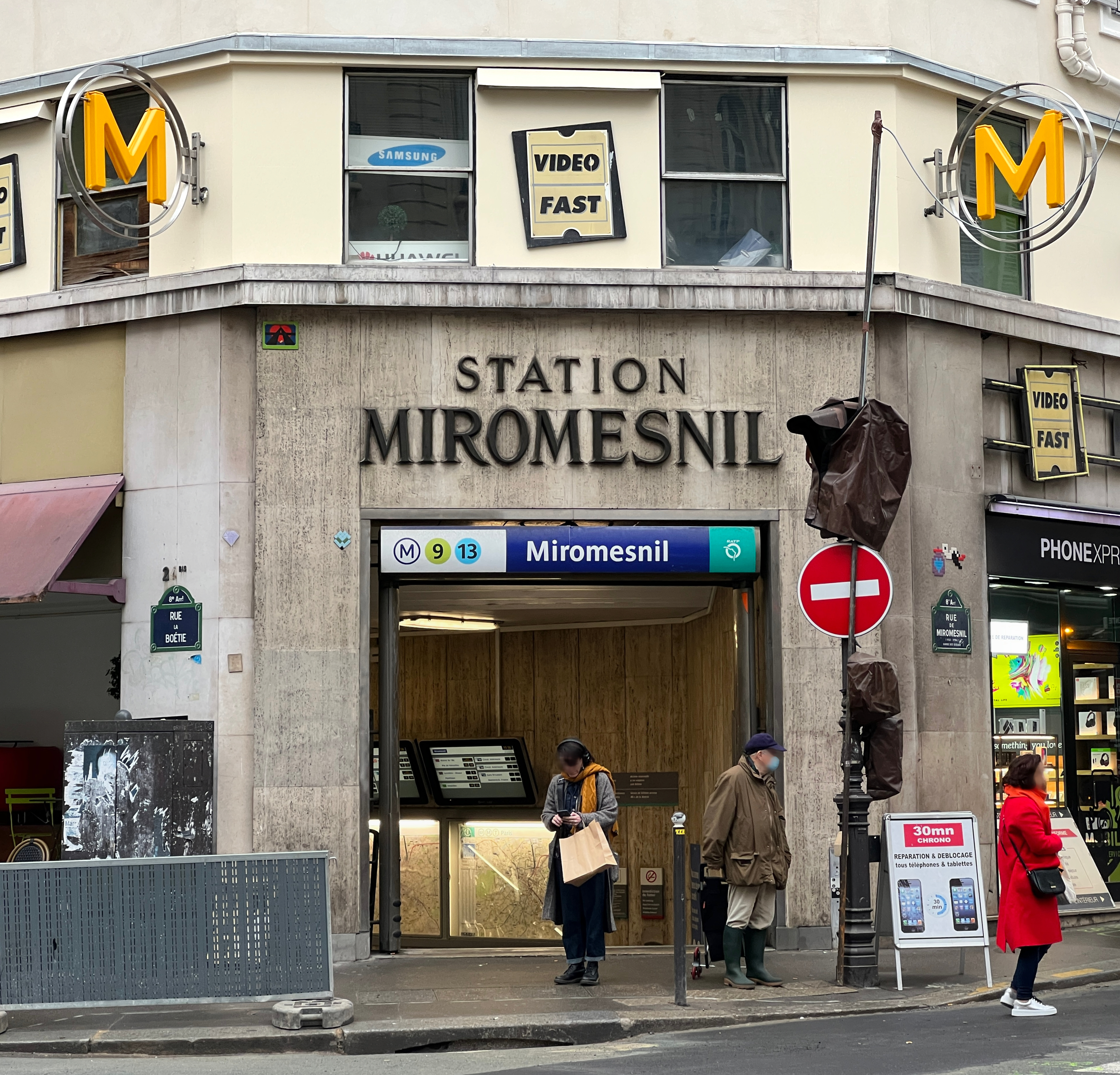
L'accès no 4 « Rue La Boétie ».

### Quais
Les quais des deux lignes sont de configuration standard : au nombre de deux par point d'arrêt, ils sont séparés par les voies du métro situées au centre. Sur la ligne 13, il s'agit d'une station-cage avec pieds-droits verticaux et plafond horizontal. Sur la ligne 9, la station possède une voûte de forme ovoïde, sauf à son extrémité ouest où les pieds-droits sont verticaux et le plafond horizontal supporté par des piliers ; cette partie correspond à l'extension aménagée lors du remaniement de 1973, où furent créées deux grandes salles afin de permettre la correspondance avec les quais de la ligne 13. L'éclairage est assuré par deux rampes rouges suspendues sur les deux lignes ; de petits carreaux de céramique de couleur crème posés verticalement recouvrent les piédroits ainsi que les tympans. La voûte de la ligne 9 est peinte en blanc et le plafond occidental traité en blanc cassé, tandis que celui de la ligne 13, en béton, est recouvert d'un flocage coupe-feu noir. Les cadres publicitaires sont métalliques et le nom de la station est inscrit en police de caractères Parisine sur plaques émaillées. Les sièges sont de style « Motte » de couleur bleue. Les quais de la ligne 13 sont munis de portes palières.

### Intermodalité
La station est desservie par les lignes 28, 32, 52, 80 et 93 du réseau de bus RATP et, la nuit, par les lignes N01, N02 et N53 du réseau de bus Noctilien.

## À proximité
- Salle Gaveau
- Centre culturel coréen
- Ministère de l'Intérieur
- Palais de l'Élysée

Galerie de photographies
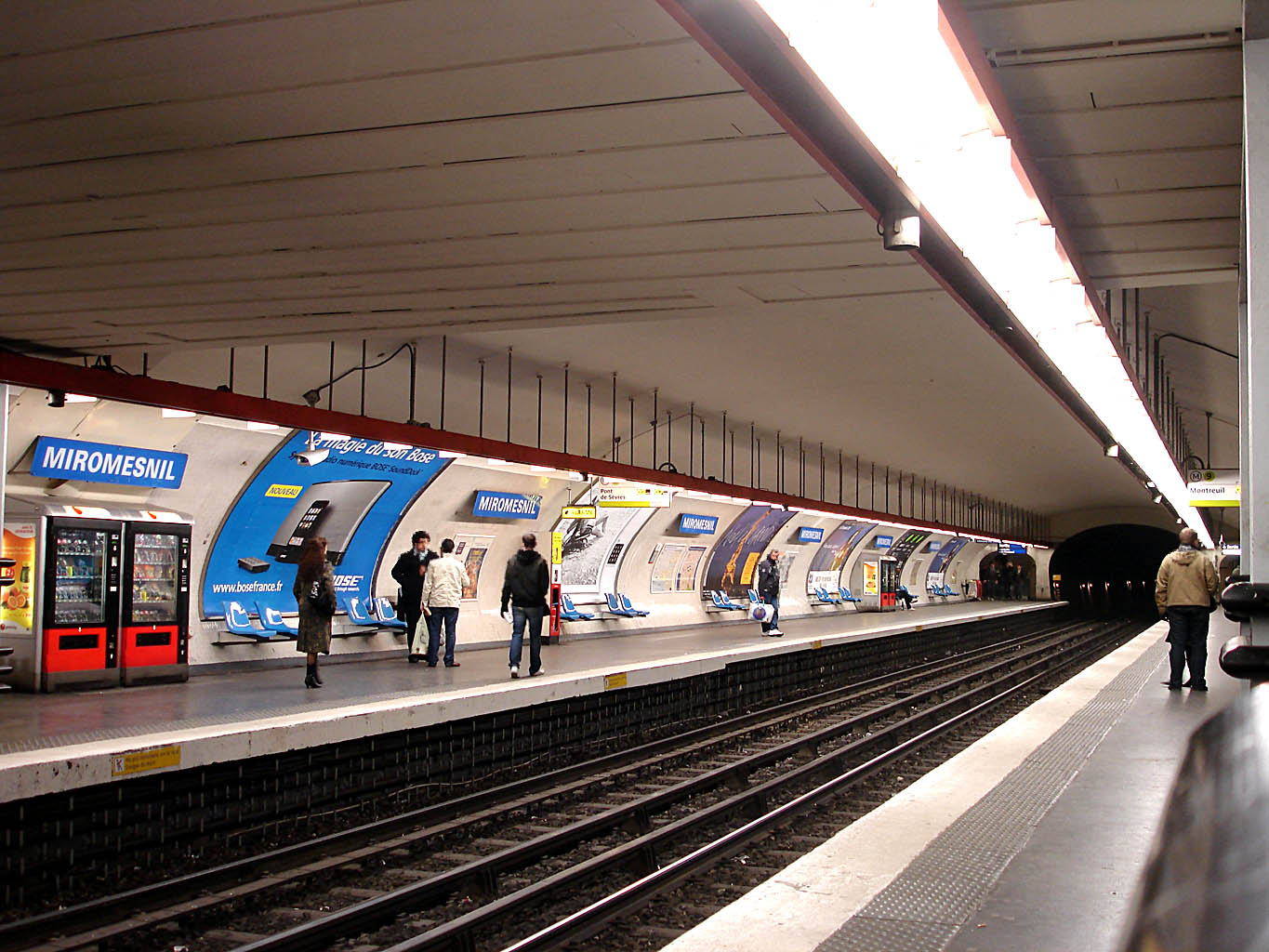
Quais de la ligne 9.
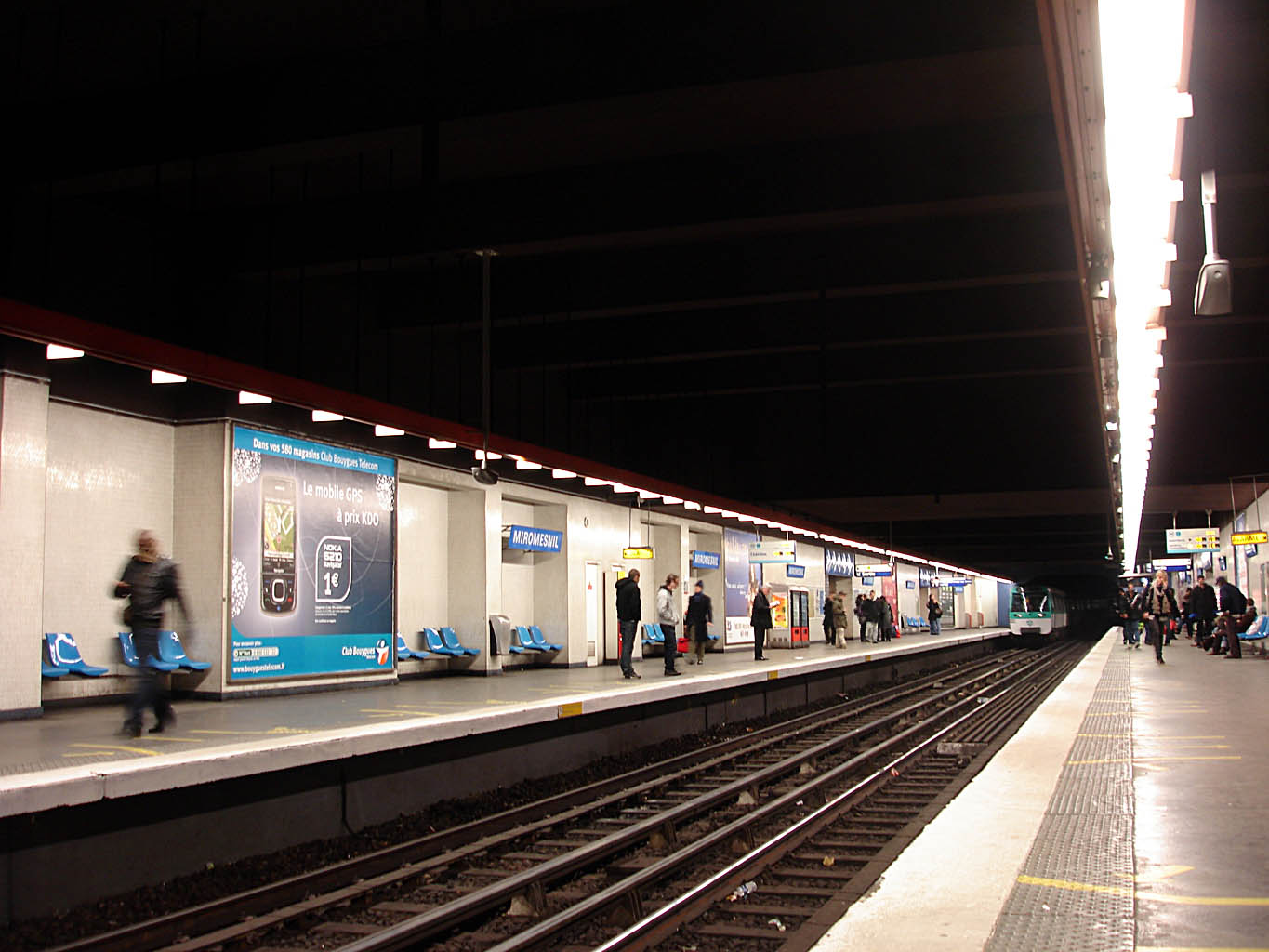
Quais de la ligne 13 avant la pose des portes palières.
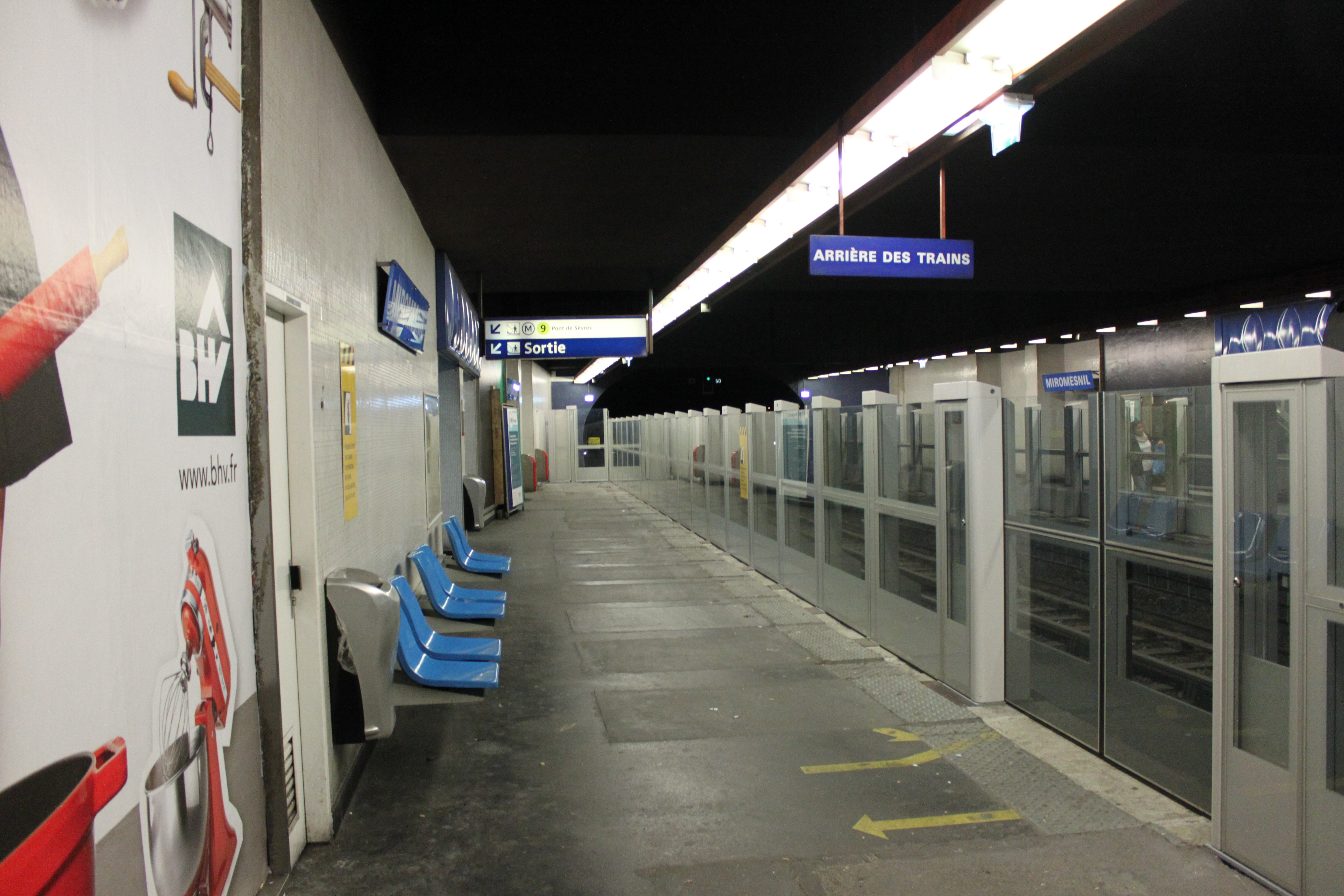
Quais de la ligne 13 après la pose des portes palières.